# 约翰·科特拉瓦拉
约翰·莱昂内尔·科特拉瓦拉爵士（Sir John Lionel Kotelawala，CH, KBE, KStJ, CLI (1895年4月4日—1980年10月2日） 斯里兰卡军人和政治家，1953年到1956年担任锡兰第三届总理。

## 生平

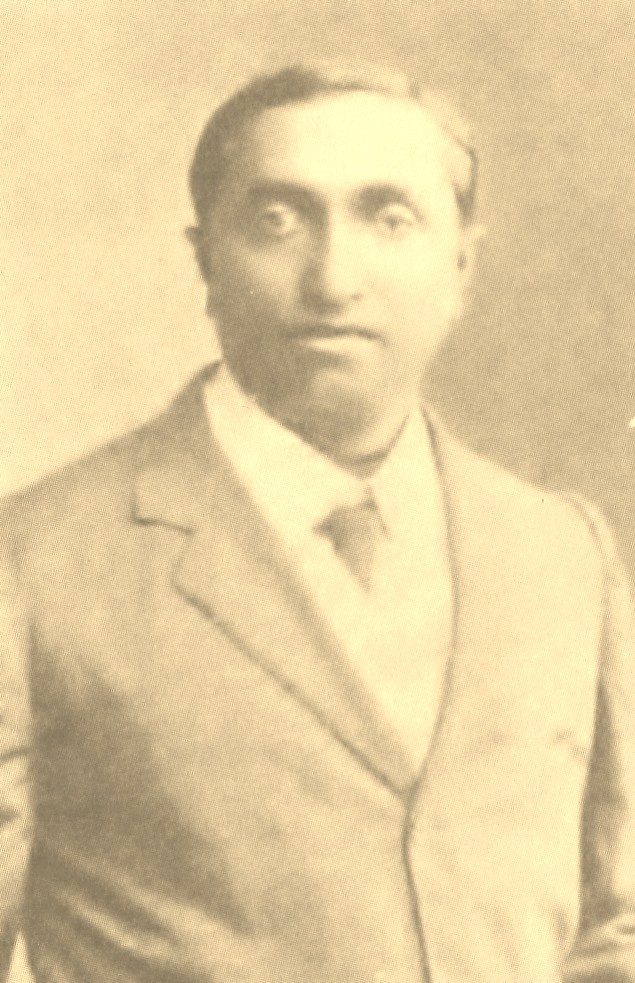
约翰·科特拉瓦拉的父亲 John Kotelawala Snr

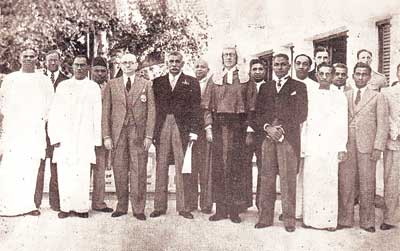
锡兰第一届内阁的部长

约翰·科特拉瓦拉爵士出生于一个富裕的家庭，父亲是锡兰警察督查官，在约翰·科特拉瓦拉11岁时因被指控谋杀而自杀。之后母亲爱丽丝由佛教转而皈依基督教，并通过仔细经营家中的土地和石墨矿山，使得家庭逐渐繁荣。科特拉瓦拉与锡兰首任总理唐·斯蒂芬·森纳那亚克是亲戚关系，森那纳亚克是其姨丈。
年轻的科特拉瓦拉进入科伦坡皇家学院接受教育，因参与1915年的暴乱活动而不得不退学。离开学校后他开始了欧洲之旅，而此时欧洲正在进行第一次世界大战。他在欧洲五年，大部分的时间在英格兰和法国，在剑桥大学基督学院学习农业。
他性格积极，直言不讳，喜爱运动，能骑马和打板球，特别是作为一个年轻人，时常因遭到辱骂而和人打架。他能讲一口流利的僧伽罗语、英语和法语。回到锡兰后，他管理自家的种植园和矿山。他与埃菲·迪亚斯·班达拉纳亚克（Effie Dias Bandaranayake）结婚，后来离婚。
1922年科特拉瓦拉被委派到锡兰轻步兵中担任少尉军官，1924年晋升中尉，1929年升上尉，1933年升少校。1939年，他成为了锡兰轻步兵指挥官，1940年晋升为中校军衔。第二次世界大战开始后，他成为战时锡兰的内阁成员，1942年升到了上校（当时锡兰人能达到的最高等级）。他在英属锡兰国防部队中服役了23年，是军方的坚定支持者，在1974年担任首任锡兰轻步兵协会主席。在他去世前一晚，朱尼厄斯·理查德·贾亚瓦尔德纳总统为表彰他长期军事服役，提升他为上将军衔。他的遗产和房产坎达瓦拉赠给政府建立一个国防学院。
科特拉瓦拉是库鲁内格勒（Kurunegala）立法会成员，之后他进入国务委员会任后座议员，并在1936年再次当选。期间被任命为通信和工程部长，后来任农业部长。锡兰在1948年获得独立，科特拉瓦拉被任命为参议院议员，成为唐·斯蒂芬·森纳那亚克领导的统一国民党的重要成员，并在内阁中担任通讯部长、公共工程部长和交通部长等要职。森纳那亚克总理在1952年去世时，科特拉瓦拉推举其子达德利·森纳那亚克接任总理。第二年，科特拉瓦拉当选众议院领袖，在达德利因联合休业罢工辞职后，他被选为总理。1954年成为英国枢密院成员。1955年，他带领他的国家代表团参加了万隆会议。会上，科特拉瓦拉称亚非人民当前的任务不是反对殖民主义、争取独立，而是同美国联合起来，反对共产主义，批判了中共政权。对在会上他的表现为他赢得了“万隆驴”的绰号。
1956年的选举中，他的政府因经济问题和种族冲突被所罗门·班达拉奈克领导的自由党击败。科特拉瓦拉选举失败后退出政治，在肯特郡住了好几年。1980年9月29日他在坎达瓦拉（Kandawala）家中中风。，10月2日在科伦坡总医院去世。10月5日斯里兰卡为他在独立广场举行遗体火化仪式。